# Randy Burke
Randall William Burke (Miami, 26 febbraio 1955) è un ex giocatore di football americano statunitense che ha militato nel ruolo di wide receiver nella National Football League (NFL).

## Carriera
Al college Burke giocò a football all'Università del Kentucky. Fu scelto come ventiseiesimo assoluto nel Draft NFL 1977 dai Baltimore Colts. Dopo non avere ricevuto alcun passato passaggio nella sua prima stagione, la terza fu la sua migliore a livello statistico, con 14 ricezioni per 185 yard e 3 touchdown (gli unici in carriera). Rimase con i Colts fino al 1981 dopo di che si ritirò.